# Uploaded astronaut
Uploaded astronaut é a aplicação de um processo hipotético chamado Transferência mental para o voo espacial humano. Um uploaded astronaut consiste na cópia ou transferência da mente humana para um robô humanoide ou um dispositivo de armazenamento de dados da espaçonave.  Isso eliminaria os problemas causados pela gravidade zero, o vácuo do espaço e a radiação cósmica no corpo humano sendo que um robô humanoide e a espaçonave são mais resistentes que o biológico nessas condições, permitindo longas viagens para o espaço exterior e a continuação do voo espacial humano. 